# Зиновей
Зиновей — заброшенная деревня в Увинском районе Удмуртии, входит в Чеканское сельское поселение. Находится в 37 км к северо-востоку от посёлка Ува и в 46 км к северо-западу от Ижевска.

## Население
● 2002 год — 0 человек
● 2012 год — 2 человека
● 2021 год — 0 человек